# Isla Enderby (Nueva Zelanda)
La Isla Enderby  (en inglés: Enderby Island) forma parte del archipiélago de las islas Auckland, en Nueva Zelanda. Está situado justo en el extremo norte de la isla de Auckland, la isla más grande del archipiélago.
Se ha encontrado evidencia de colonización polinesia en los siglos XIII y XIV. Esto fue en la bahía de Sandy, en un lugar protegido y relativamente menos inhóspito, accesible para establecer colonias.